# Cherokee, Iowa
Cherokee är en stad (city) i Cherokee County, i delstaten Iowa, USA. Enligt United States Census Bureau har staden en folkmängd på 5 252 invånare (2011) och en landarea på 16,6 km². Cherokee är huvudort i Cherokee County.